# 艾伦港 (路易斯安那州)
艾伦港（英語：Port Allen）是美国路易斯安那州下属的一座城市。根据2020年美國人口普查，该市有人口4,939人，行政建制上属于「市」（city）。